# Attentato a Giovanni Paolo II
L'attentato a Giovanni Paolo II è stato un tentativo di omicidio del papa commesso il 13 maggio 1981 in piazza San Pietro, in Vaticano, da Mehmet Ali Ağca, un killer professionista turco, che sparò al pontefice 2 colpi di pistola ferendolo gravemente.
Giovanni Paolo II fu colpito due volte, perdendo molto sangue. Il sicario fu arrestato immediatamente e poi condannato all'ergastolo dalla magistratura italiana. Mesi dopo, il Papa perdonò il terrorista, che ricevette successivamente anche la grazia da parte del Presidente della Repubblica Italiana, Carlo Azeglio Ciampi e fu infine estradato in Turchia nel giugno del 2000.

## Storia

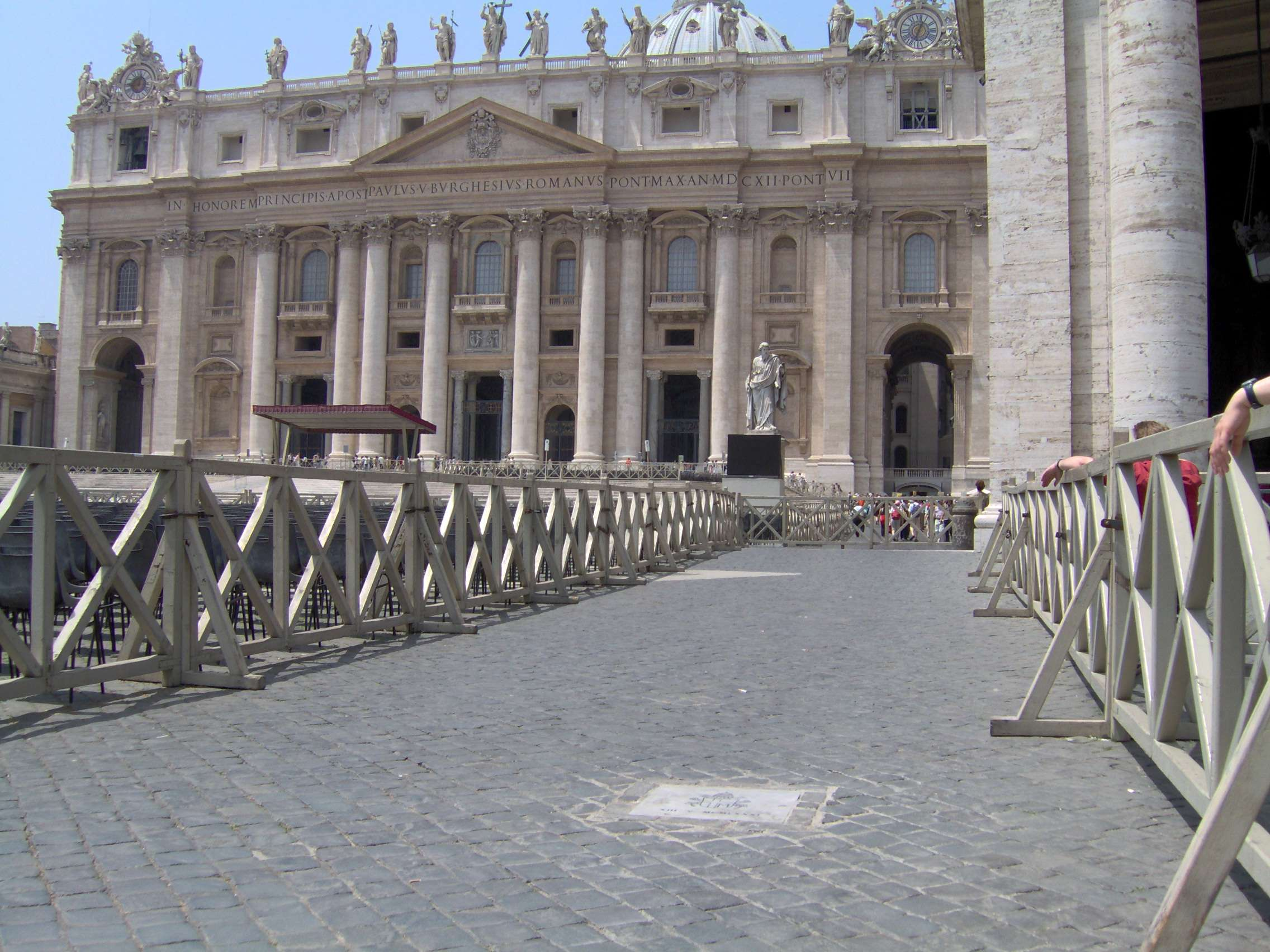
Il luogo dell'attentato a Giovanni Paolo II, contrassegnato da una lapide.

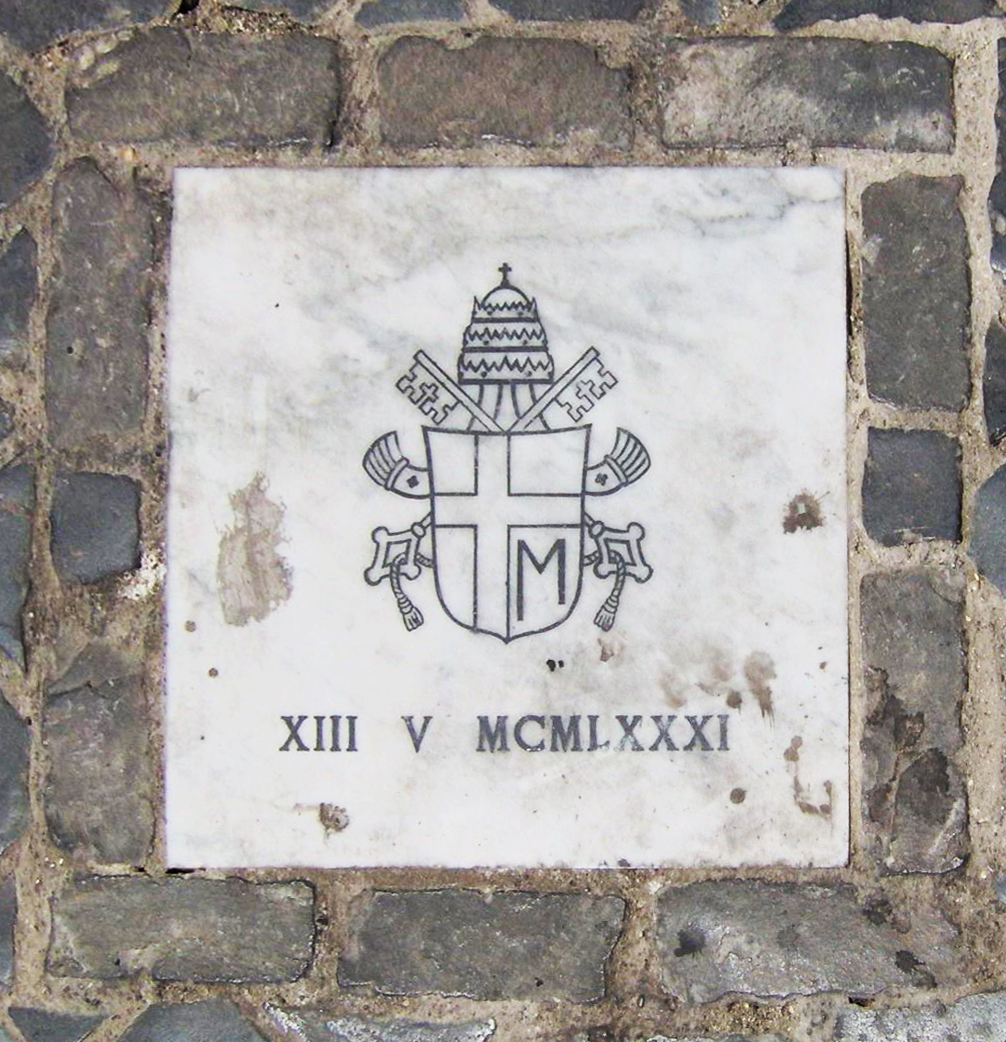
La lapide fatta apporre da Benedetto XVI sul luogo dell'attentato, che reca lo stemma di Giovanni Paolo II e la data del 13 maggio 1981 in numeri romani.

### L'evento
Nel pomeriggio di mercoledì 13 maggio 1981, qualche minuto dopo essere entrato in piazza San Pietro per un'udienza generale, mentre si trovava a bordo della sua Papamobile Fiat Campagnola scoperta, papa Giovanni Paolo II, subito dopo aver abbracciato Sara Bartoli, una bambina di un anno e mezzo, accompagnata dalla madre Luciana Funari e dal parroco don Raffaele, fu ferito gravemente da due proiettili esplosi da Mehmet Ali Ağca, un tiratore esperto appartenente al gruppo di estrema destra turco dei Lupi grigi, con una pistola Browning HP 9mm Parabellum, presa da un deposito di Zurigo con numero di serie belga n. 76c23953. I colpi sparati da Ağca raggiunsero l'addome del papa, perforando varie volte il colon e l'intestino tenue.
Ağca cercò subito la fuga nella piazza gremita, ma cadde a terra e perse la pistola. Una suora presente sul posto, Letizia Giudici, gli si gettò addosso contribuendo alla cattura da parte delle forze dell'ordine. Soccorso immediatamente, il papa fu subito trasportato al vicino Policlinico Gemelli, perdendo coscienza durante il tragitto. Fu quindi sottoposto a un intervento chirurgico d'urgenza durato 5 ore e 30 minuti, per trattare la massiccia perdita di sangue e le ferite all'addome, riuscendo a sopravvivere:
(Giacomo Galeazzi, Ferruccio Pinotti)
I chirurghi eseguirono una colostomia, con la resezione di 55 centimetri della parte superiore dell'intestino crasso, per lasciar guarire e riposare il tratto rimanente. Il papa riprese coscienza prima dell'inizio dell'intervento e richiese ai medici di non spostare mai il suo braccio dallo scapolare di Nostra Signora del Monte Carmelo.
Il Papa disse che la Madonna di Fátima lo aiutò a restare vivo durante tutto il suo calvario:
(Papa Giovanni Paolo II - Memoria e Identità, Weidenfeld & Nicolson, 2005, p.184)
Dimesso dal nosocomio il 3 giugno, il Papa fu di nuovo ricoverato il 20 dello stesso mese per una grave infezione da cytomegalovirus, attribuita al precedente intervento. Il 5 agosto i medici del Gemelli lo operarono ancora. Dal 14 agosto al 30 settembre il papa trascorse la convalescenza a Castel Gandolfo.

### La visita e il perdono del Papa
Due anni dopo, il 27 dicembre 1983, Giovanni Paolo II volle incontrare il suo attentatore in prigione e rivolgergli il suo perdono. I due parlarono da soli e gli argomenti della loro conversazione sono tuttora sconosciuti.
Il papa disse poi dell'incontro:
(Papa Giovanni Paolo II)
Il giornalista Indro Montanelli, tuttavia, riportò in seguito alcune parole che Giovanni Paolo II, durante una cena privata del 1986, gli riferì sull'episodio:
(Indro Montanelli)
L'attentatore venne condannato all'ergastolo dalla giustizia italiana per attentato a Capo di Stato estero (art. 295 C.P.).

### La grazia e l'estradizione di Ali Ağca
Dopo il tentativo di assassinio del Papa, l'attentatore ha testimoniato costantemente nel processo giudiziario e ha disegnato un'immagine del carattere priva di sanità mentale. Nelle prove della Corte e 128 diverse dichiarazioni raccolte durante le indagini, Ağca dichiarò di essere l'atteso Gesù Cristo. Il Tribunale lo condannò all'ergastolo il 22 luglio 1981.
Il 13 maggio 2000 il presidente della Repubblica Carlo Azeglio Ciampi concesse la grazia ad Ali Ağca, il quale venne estradato dall'Italia e trasferito dalla prigione di Ancona al carcere di massima sicurezza di Kartal (Turchia), nel quale finì di scontare la pena di dieci anni di reclusione (originariamente una pena di morte, poi ridotta per effetto di un'amnistia) per l'assassinio del giornalista Abdi İpekçi, avvenuto nel 1979.

### La reticenza di Ali Ağca
Ali Ağca non ha mai voluto rivelare in modo chiaro la verità sugli eventi. Egli ha ripetutamente cambiato versione sulla dinamica della preparazione dell'attentato, a volte affermando addirittura di aver avuto aiuti per compiere l'assassinio del Papa dall'interno del Vaticano, o collegando la sua detenzione con la sparizione di Emanuela Orlandi.

### La devozione alla Madonna di Fátima
Il Pontefice affermò sempre che la Vergine Maria avrebbe "deviato i proiettili" e salvato la sua vita quel giorno.
Un anno dopo l'attentato, il 13 maggio 1982, Giovanni Paolo II fece la sua prima visita al Santuario di Fátima, per ringraziare la Vergine per averlo salvato. Il Santo Padre offrì uno dei proiettili che lo colpirono nel Santuario. Questo proiettile fu incastonato nella corona della Vergine, dove rimane ad oggi. Ciò ha impedito che fosse mai realizzata una perizia balistica sulla pallottola.

## Le indagini e le ipotesi
Le lunghe indagini non portarono mai alla scoperta dei veri mandanti dell'attentato.

### La pista sovietico-bulgara
La pista russo-bulgara fu ipotizzata pochi giorni dopo il fatto da un comunicato del Sismi, poi ripreso nel settembre 1982 dalla stampa americana, in particolare dalla rivista “Reader’s Digest” che pubblicò un articolo nel quale la giornalista Claire Sterling indicava i servizi segreti bulgari (Komitet za dăržavna sigurnost) quali mandanti di Ali Ağca su ispirazione del KGB sovietico per colpire il papa polacco.
Nel novembre 1981 la Procura generale affidò al giudice istruttore Ilario Martella il supplemento d'istruttoria per stabilire eventuali complicità di Ali Ağca. Dopo varie versioni e reticenze, Ağca indicò come complici tre cittadini bulgari: Sergej Antonov, funzionario della sede di Roma della compagnia aerea Balkan Air con funzioni di caposcalo all’aeroporto di Fiumicino; Željo Vasilev, segretario dell’addetto militare dell’ambasciata bulgara a Roma; Todor Ajvazov, responsabile dell’ufficio amministrativo della medesima sede diplomatica; secondo Ali Ağca, la pianificazione dell'attentato sarebbe maturata in Bulgaria, dove Abuzer Uğurlu (capo della mafia turca che ospitò Ağca a Sofia) e Bekir Çelenk (contrabbandiere di armi e droga e tramite fra i Lupi grigi e i servizi segreti bulgari) gli avrebbero offerto tre milioni e mezzo di marchi per sparare al papa mentre i bulgari Antonov, Vassilev e Ajvazov gli avrebbero garantito supporto logistico a Roma: i tre, precisa, lo avrebbero accompagnato il 13 maggio in Piazza San Pietro, pronti ad intervenire per facilitare poi la sua fuga all'estero attraverso l'ambasciata bulgara.
Il 30 ottobre 1984 il giudice Martella rinviò a giudizio i bulgari Sergej Antonov, Željo Vasilev e Todor Ajvazov e i turchi Musa Serdar Celebi (accusato da Ağca di essere uno dei mandanti), Omar Bagci (che nascose la pistola utilizzata nell'attentato) e Oral Celik (capo dei Lupi grigi indicato come secondo esecutore). Il 29 marzo 1986 la Corte d'Assise di Roma assolse per insufficienza di prove Antonov, Vasilev, Ajvazov, Serdar Celebi e Çelik perché Ali Ağca non venne ritenuto credibile dai giudici mentre Omar Bagci venne condannato a tre anni e due mesi di carcere; il 19 dicembre 1987 la sentenza sarà confermata in appello.
Nel 2004 la commissione Mitrochin del Parlamento italiano, analizzando documenti provenienti da Germania e Ungheria, stilò una relazione di maggioranza, secondo la quale l'attentato sarebbe stato progettato dal KGB in collaborazione con la Stasi, i servizi segreti della Germania Est, con l'appoggio di un gruppo terroristico bulgaro a Roma, che a sua volta si sarebbe rivolto ai Lupi grigi, un gruppo turco di estrema destra di cui Ali Ağca faceva parte.
Una relazione di minoranza della stessa commissione negò questa tesi; tuttavia, altri documenti scoperti negli archivi sovietici e resi pubblici nel marzo 2008 supporterebbero la tesi che l'attentato sia stato commissionato dall'Unione Sovietica tramite il KDS bulgaro. Le autorità bulgare si sono difese dichiarando che Ali Ağca lavorava per un'organizzazione anti-comunista guidata dai servizi segreti italiani e dalla CIA. La difesa delle autorità bulgare è in parte avvalorata dal fatto che i Lupi grigi erano in effetti al comando del Counter-Guerrilla, il braccio in Turchia della rete "stay behind" Gladio, sostenuta segretamente dalla CIA e da altri servizi segreti occidentali.
Le motivazioni che avrebbero portato l'URSS a preparare l'attentato non sono chiare. Secondo i sostenitori di tale ipotesi, probabilmente l'Unione Sovietica temeva l'influenza che un Papa polacco poteva avere sulla stabilità dei loro Paesi satelliti dell'Europa Orientale, in special modo la Polonia, quale ritorsione per il sostegno a Solidarność, il sindacato cattolico e democratico dei lavoratori polacchi, protagonista della rivolta contro il regime comunista. D’altra parte, se il papa fosse morto e l’Unione sovietica fosse stata individuata come mandante, ne avrebbe subito un terribile danno d’immagine ovunque, e in particolare proprio in Polonia.
Tutte queste informazioni vanno considerate come ipotesi, perché a oggi non sono state comprovate le circostanze e le motivazioni dell'attentato. Lo stesso papa Giovanni Paolo II, inoltre, dichiarò nel maggio 2002, durante una visita in Bulgaria, di «non aver mai creduto nella cosiddetta connessione bulgara». D'altro lato, l'inchiesta su un vasto traffico di armi e droga condotta dal giudice Carlo Palermo negli anni ottanta, rivelò che i boss turchi Abuzer Uğurlu e Bekir Çelenk, per agire in tranquillità, lavoravano come "agenti doppi", sia per l'est sia per l'ovest. Secondo alcuni, la "pista bulgara" venne creata a tavolino dal SISMI perché, secondo il pentito Giovanni Pandico, Ali Ağca venne visitato nel carcere di Ascoli Piceno dal generale Pietro Musumeci e dal faccendiere Francesco Pazienza per convincerlo a collaborare, con la partecipazione di Raffaele Cutolo, boss camorrista detenuto-padrone del carcere, e del cappellano Mariano Santini, affiliato cutoliano. Secondo la testimonianza di Pazienza, la "pista bulgara" venne suggerita ad Ağca dal brigatista rosso Giovanni Senzani (anch’egli in odore di rapporti con i servizi segreti), suo compagno di cella nel carcere di Ascoli che gli impartiva lezioni di lingua italiana.

### La pista interna al Vaticano
Nel 1985, la Procura della Repubblica di Roma avviò una nuova inchiesta giudiziaria per chiarire le complicità di Ağca, condotta dai giudici Antonio Marini e Rosario Priore, che nel 1998 si concluse con l'archiviazione. Nel 1994 il giudice Priore andò ad interrogare Oral Celik, esponente di rilievo dei Lupi grigi indicato da Ağca come secondo attentatore (ma poi assolto) ed estradato dalla Francia dove viveva sotto falso nome, il quale affermò che i mandanti dell'attentato erano due cardinali (di cui non fece i nomi) che avrebbero aperto un conto corrente presso lo IOR per versare il pagamento ad Ağca. Il giudice Priore non riuscì a trovare le prove di queste dichiarazioni ma rintracciò una fotografia scattata il 10 maggio 1981 (tre giorni prima dell’attentato) nel corso di una visita di Giovanni Paolo II presso la parrocchia romana di San Tommaso d’Aquino: nella foto, secondo le conclusioni degli inquirenti, è ritratto un gruppo di fedeli presenti alla cerimonia, tra i quali spicca la figura di Alì Ağca. La foto era stata scattata da uno dei parrocchiani, tal Daniele Petrocelli, che, interrogato per la prima volta nel 1994, raccontava di aver notato subito la somiglianza tra l’uomo della foto e Ağca, il cui volto, dopo l’attentato, aveva invaso i giornali e la televisione. Così il Petrocelli agli inquirenti: «La sera stessa, o il giorno dopo, si presentò a casa mia un poliziotto che si è qualificato della Digos, il quale ci ha chiesto in consegna la foto in cui appariva la persona somigliante all’attentatore… Ricordo che il poliziotto al quale consegnai la foto mi disse di non parlare a nessuno del fatto. Non fu redatto verbale della consegna della foto». Una testimonianza confermata anche dalla moglie del Petrocelli. Il particolare che suscitava vieppiù l’interesse degli inquirenti era il fatto che la foto immortalava Ağca in un settore riservato, al quale si poteva accedere solo grazie agli inviti diramati dal Vaticano, in particolare dalla Prefettura della Casa pontificia, di cui allora era reggente monsignor Dino Monduzzi. In questo ufficio lavoravano due soli dipendenti, uno dei quali era Ercole Orlandi, padre di Emanuela, la ragazza misteriosamente scomparsa nel 1983. Questi, chiamato a testimoniare sulla vicenda, nel 1995, spiegava agli inquirenti che gli inviti alle cerimonie pontificie potevano essere ritirati a mano o recapitati a opera del suo ufficio, ma che non ricordava, nonostante la sua buona memoria, di aver spedito uno di tali inviti a nome di Ağca. Lo stesso giudice Priore lamentò nella sentenza-ordinanza una scarsa collaborazione del Vaticano nelle indagini: «Molti interrogativi di questa indagine potevano essere risolti se ci fosse stato l'ausilio della Città del Vaticano. Ma ci si è trovati davanti ad un atteggiamento che appare, come intento e non si comprende da quali finalità determinato, di chiudere ogni indagine sul delitto e di porre una pietra tombale sulla ricerca della verità».

### Il sospettato ruolo della mafia
A queste informazioni si aggiunse quella del coinvolgimento di Cosa Nostra nell'attentato, di cui parlò il collaboratore di giustizia Vincenzo Calcara al giudice Rosario Priore nel corso di un interrogatorio nel 1997: egli raccontò di essere stato personalmente incaricato dall'imprenditore massone Michele Lucchese (vicino al boss Francesco Messina Denaro) di recarsi a Roma il 12 maggio 1981, per incontrare Saverio Furnari e Vincenzo Santangelo (due mafiosi di Castelvetrano) con cui avrebbe dovuto prelevare il giorno successivo due turchi armati in piazza San Pietro; venti minuti dopo l'attentato, all'appuntamento si presentò solo uno dei due uomini, molto agitato e scortato dal bulgaro Serghei Antonov. Subito dopo, Calcara e i due mafiosi tornarono a Milano: lì Furnari e Santangelo uccisero il turco e Calcara li aiutò a seppellirlo nelle campagne di Calderara. Tuttavia quando gli inquirenti andarono a cercare i resti del turco nel luogo indicato dal collaboratore di giustizia, non trovarono nulla. Nella sentenza-ordinanza a conclusione delle indagini, il giudice Priore scrisse: «Calcara, (...) pur se animato dalle migliori intenzioni, non ha trovato conferme nell'istruzione compiuta. Il riscontro principale, cioè il rinvenimento del cadavere del turco, non s'è mai verificato. Il resto delle dichiarazioni (...) può benissimo provenire dalla lettura dei giornali. Il resto dalla fantasia, di cui i pentiti in genere non difettano».

### Le accuse a Khomeini
Nel 2013 ha suscitato una nuova polemica la dichiarazione, contenuta nell'autobiografia del terrorista turco, secondo il quale il mandante "morale" dell'attentato sarebbe stato l'ayatollah Khomeini.
Nel suo racconto, Ağca spiega come l'ayatollah gli avrebbe ordinato, in turco, di "uccidere il Papa in nome di Allah": "Tu devi uccidere il portavoce del diavolo in terra, il vicario di Satana in questo mondo. Sia morte al capo degli ipocriti, alla guida degli infedeli. Sia morte a Giovanni Paolo II per mano tua... Non dubitare mai, abbi fede, uccidi per lui... e poi togliti la vita affinché la tentazione del tradimento non offuschi il tuo gesto... il tuo martirio sarà ricompensato con il paradiso, con la gloria eterna nel regno di Allah". L'ipotesi è comunque generalmente ritenuta azzardata; l'ayatollah, infatti, non conosceva che sommariamente la lingua turca ed è estremamente improbabile che un sunnita come Ağca prendesse ordini da un alto esponente sciita.

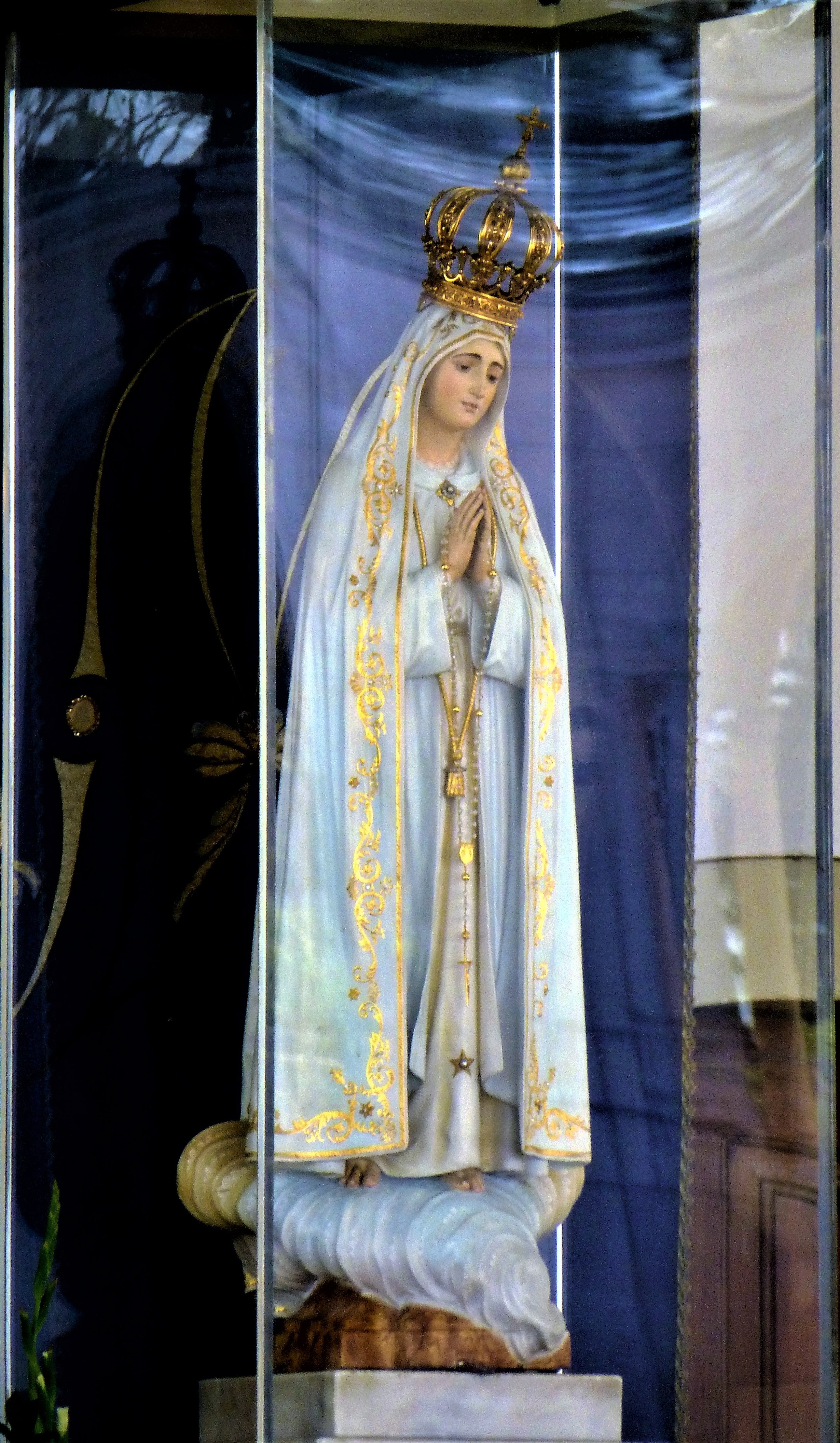
Fatima, raffigurazione della Madonna di Fátima

## Interpretazioni religiose
Un documento della Congregazione per la dottrina della fede analizza l'attentato mettendolo in relazione con l'ultimo dei Segreti di Fátima.
Le differenze rispetto alla rivelazione di Suor Lucia sono tuttavia notevoli: piazza San Pietro non è una ripida montagna e al centro c'è un obelisco egizio, non una grande croce di tronchi grezzi. La città non è in rovina, non è morto nessuno, non gli sparò un gruppo di soldati.
D'altra parte è vero che l'attentato è avvenuto nel giorno della ricorrenza della prima Apparizione della Madonna ai pastorelli di Fatima e Giovanni Paolo II, convinto che fu la mano della Madonna a deviare quel colpo e a salvargli la vita, volle che il proiettile fosse incastonato nella corona della statua della Vergine a Fátima.

## Un altro attentato
Un altro tentativo di assassinio di Giovanni Paolo II avvenne il 12 maggio 1982 a Fatima, quasi un anno dopo il primo attentato: un uomo tentò di colpire il papa con una baionetta, ma fu fermato dai servizi di sicurezza. L'uomo, un sacerdote spagnolo di nome Juan María Fernández y Krohn, si opponeva alle riforme del Concilio Vaticano II e definiva il Papa un "agente di Mosca". Fu condannato a sei anni di prigione e poi espulso dal Portogallo.

## Influenza culturale
- Attentato al Papa, miniserie televisiva in due puntate trasmesse da Raiuno dal 6 aprile 1986, che ricostruisce fedelmente le indagini della magistratura italiana sulla famosa "pista bulgara".

## Bibliografia

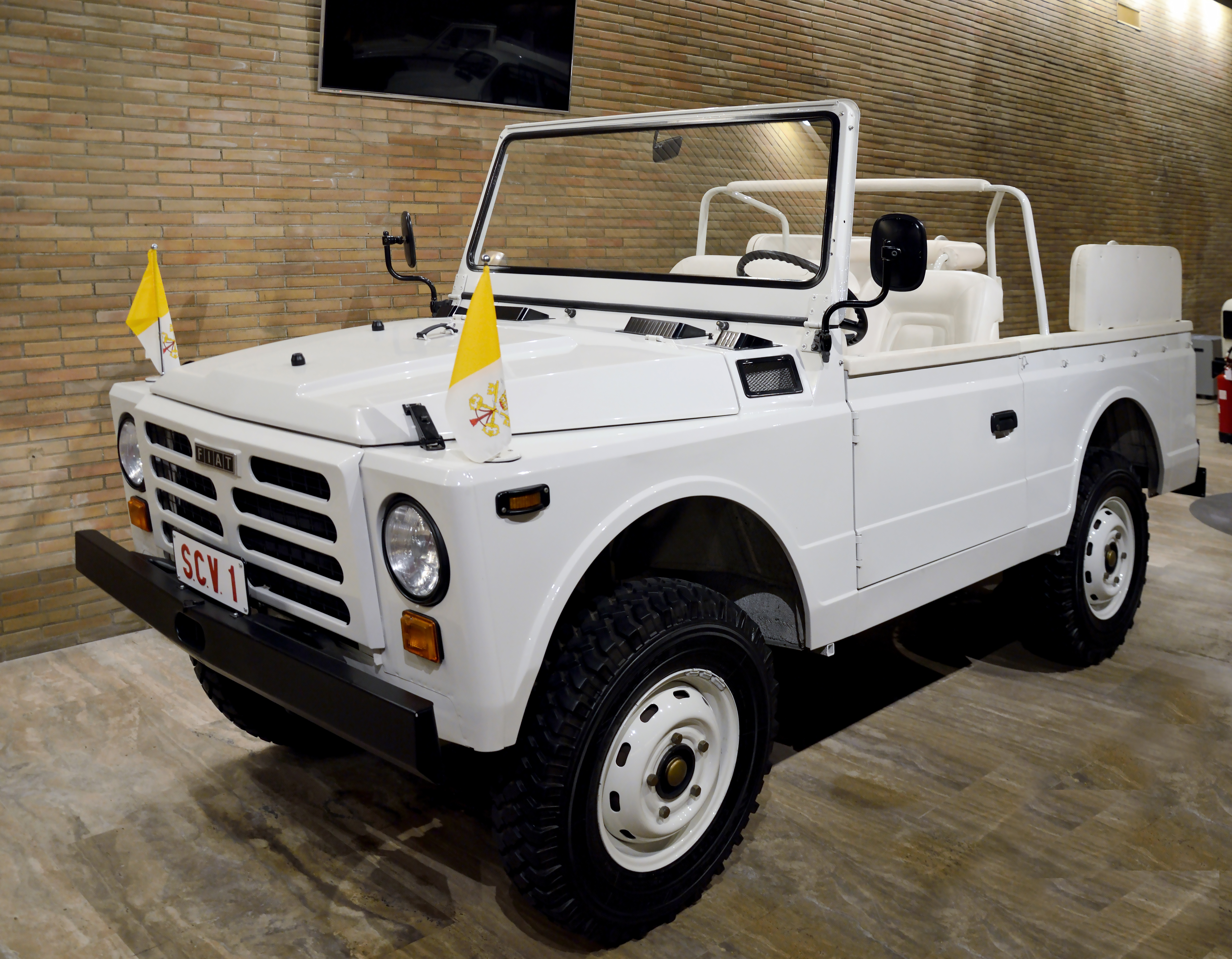
La Fiat Campagnola utilizzata dal Pontefice come papamobile il giorno dell'attentato è ora conservata nel Padiglione delle Carrozze in seno al Museo storico vaticano (Musei Vaticani, Roma)